# Je t'aime, tu danses
Pour plus de détails, voir Fiche technique et Distribution.
Je t'aime, tu danses est un film belge réalisé en 1974 par François Weyergans, sorti en 1977.

## Fiche technique
- Titre : Je t'aime, tu danses
- Réalisateur : François Weyergans
- Scénario : Maurice Béjart et François Weyergans
- Chorégraphie : Maurice Béjart
- Photographie : Ricardo Aronovitch
- Son : Bernard Ortion et Gilles Ortion
- Montage : Emmanuelle Castro
- Production : INA - ODEC
- Pays :  Belgique
- Durée :  88 minutes
- Date de sortie : 
  -  France : 19 juillet 1977

## Distribution
- Bertrand Pie
- Maurice Béjart
- Rita Poelvoorde
- Delphine Seyrig (voix)

## Sélection
- 1975 : présentation au Festival de Cannes (hors compétition)